# Аль-РТВ
«Аль-РТВ» — бывший российский телеканал, созданный по инициативе руководителей крупнейших мусульманских организаций России при поддержке федеральных органов власти. Вещание началось 19 августа 2012 года по окончании Рамадана. В задачи телеканала входило создание передач исламской тематики, религиозное просветительство, освещение событий в мусульманском мире.

## Предыстория
В сентябре 2009 года на конференции «Россия и исламский мир: партнерство во имя стабильности» муфтий Равиль Гайнутдин обратился с просьбой к руководству страны о создании исламского телеканала.

## О телеканале
17 июля 2012 года в Москве состоялось заседание Общественного совета общероссийского телевизионного канала о мусульманах и для мусульман «Аль-РТВ», на заседании также присутствовали представители органов власти, общественные и религиозные деятели. В мероприятии приняла участие и Патимат Гамзатова — руководитель медиа-холдинга ДУМД, в который входят журнал «Ислам», газета «Ас-салам», телестудия, радио «Сафинат», сайты «islam.ru» и «islamdag.ru». По окончании заседания был принят «Меморандум о создании общероссийского телеканала для мусульман и о мусульманах».
Вещание планируется проводить 24 часа в сутки на территории восьми регионов России: Башкортостана, Татарстана, Дагестана, Чечни, Адыгеи, Ингушетии, Кабардино-Балкарии, и Карачаево-Черкесии.
Решения касательно работы телеканала будут приниматься на Общественном совете, в который вошли представители от каждой из существующих в России централизованных структур Совета муфтиев России. В сфере деятельности Общественного совета будет разработка этических норм и правил деятельности канала, совершенствование содержательного наполнения и оценка соответствия деятельности канала общественным целям и интересам.
По словам учредителей, целью телеканала является донесение до общественности ценностей ислама, а также историко-религиозное и этнокультурное просветительство.
«Аль-РТВ» начал вещание в Ид-аль-Фитр.

## Финансирование
Заместитель председателя Духовного управления мусульман Европейской части России Дамир Мухетдинов пояснил, что финансирование канала будет осуществляться за счёт пожертвований как частных лиц, так и предпринимателей. Также не исключена поддержка со стороны правительства в виде грантов.